# Danh sách hiệu kỳ tại Nga
Dưới đây là danh sách các loại cờ từng được dùng làm hiệu kỳ của các tổ chức chính trị - xã hội cấp quốc gia tại Nga tồn tại trong lịch sử, được các tài liệu độc lập và có uy tín ghi nhận:

## Hiệu kỳ hoàng gia
| Cờ | Thời điểm   | Sử dụng  | Mô tả                                                       |
| -- | ----------- | -------- | ----------------------------------------------------------- |
|    | 1700 - 1742 | Hoàng kỳ | Biểu trưng của Sa hoàng chính giữa nền ba màu trắng-lam-đỏ. |
|    | 1742 - 1800 | Hoàng kỳ | Biểu trưng của Sa hoàng chính giữa nền vàng.                |
|    | 1800 - 1801 | Hoàng kỳ | Biểu trưng của Sa hoàng chính giữa nền vàng.                |
|    | 1801 - 1835 | Hoàng kỳ | Biểu trưng của Sa hoàng chính giữa nền vàng.                |
|    | 1835 - 1858 | Hoàng kỳ | Biểu trưng của Sa hoàng chính giữa nền trắng.               |
|    | 1858 - 1917 | Hoàng kỳ | Biểu trưng của Sa hoàng chính giữa nền vàng.                |

## Hiệu kỳ chính phủ
| Cờ | Thời điểm       | Sử dụng                                                | Mô tả |
| -- | --------------- | ------------------------------------------------------ | --- |
|    | 1991 - 1993     | Hiệu kỳ Tổng thống Cộng hòa XHCN Xô viết Liên bang Nga | Phiên bản vuông của quốc kỳ với quốc huy ở chính giữa, phía trên Quốc huy là dòng chữ "РСФСР", diềm cờ bằng chỉ vàng |
|    | Từ 1993 đến nay | Hiệu kỳ Tổng thống Liên bang Nga                       | Phiên bản vuông của quốc kỳ, với quốc huy ở chính giữa, diềm cờ bằng chỉ vàng.                                       |

## Quân kỳ
| Cờ | Thời điểm                   | Sử dụng                                                | Mô tả |
| -- | --------------------------- | ------------------------------------------------------ | --- |
|    | Từ 1991 đến nay             | Hiệu kỳ của Bộ Quốc phòng Liên bang Nga                | |
|    | Từ 1991 đến nay             | Hiệu kỳ của Các lực lượng vũ trang Liên bang Nga       | |
|    | Từ 1991 đến nay             | Hiệu kỳ của Các lực lượng vũ trang Liên bang Nga       | |
|    | Từ 2001 đến nay             | Cờ chiến thắng                                         | Bản sao lá cờ tung bay trên nóc tòa nhà Reichstag ngày 30 tháng 4 năm 1945, được sử dụng trong ngày kỷ niệm chiến thắng phát xít 9 tháng 5 hàng năm. |
|    | Từ 1991 đến nay             | Hiệu kỳ Lục quân Nga                                   | |
|    | Từ 1991 đến nay             | Hiệu kỳ Không quân Nga                                 | |
|    | 1712 - 1917 Từ 1991 đến nay | Hiệu kỳ Hải quân Nga, còn có tên là Hiệu kỳ Thánh Anrê | |
|    | ?                           | Hiệu kỳ Hải quân Nga                                   | |
|    | Từ 1991 đến nay             | Hiệu kỳ Quân chủng dù Nga                              | |
|    | Từ 1991 đến nay             | Hiệu kỳ Lực lượng tên lửa chiến lược Nga               | |
|    | Từ 1991 đến nay             | Hiệu kỳ Lực lượng biên phòng Nga                       | |

## Hiệu kỳ của các chủ thể trực thuộc Liên bang Nga
| Cờ | Sử dụng        |
| -- | -------------- |
|    | Quốc kỳ Adygea |

## Hiệu kỳ các tổ chức phi chính trị
| Cờ | Thời điểm   | Sử dụng                    | Mô tả |
| -- | ----------- | -------------------------- | ----- |
|    | 1806 - 1897 | Hiệu kỳ của Công ty Nga-Mỹ |       |